# Bourniquel
Bourniquel é uma comuna francesa na região administrativa da Nova Aquitânia, no departamento Dordonha. Estende-se por uma área de 8,67 km². Em 2010 a comuna tinha 71 habitantes (densidade: 8,2 hab./km²).